# Fair Play Preis des Deutschen Sports
Der Fair Play Preis des Deutschen Sports ist eine seit 2011 verliehene Auszeichnung, mit der Sportler und Sportvereine für besondere Verdienste in Sinne des Fair Play im Laufe des letzten Jahres ausgezeichnet werden. Stifter des Preises sind der Deutsche Olympische Sportbund (DOSB) und der Verband Deutscher Sportjournalisten (VDS).
Durch die jedes Jahr stattfindende Verleihung des Preises sollen Gesten, Aktionen beziehungsweise Initiativen ausgezeichnet werden, die laut DOSB „in besonderem Maße von Fair Play geprägt sind“. Dabei sollen einzelne prominente Aktionen genauso gewürdigt werden wie dauerhafte Engagements in lokalen Verein. Die Auszeichnungen sollen solche Aktionen an die Öffentlichkeit bringen und so für Fair Play werben. Der Fair Play Preis des Deutschen Sports wird seit 2013 in den Kategorien Sport und Sonderpreis verliehen. In früheren Jahren war auch das Bundesministerium des Innern Stifter des Preises, der aus dem seit 1998 verliehenen BMI-Preis für Toleranz und Fair Play im Sport hervorging.

## Preisträger
- 2011[5]
  - Katrin Green
  - Deutscher Frisbeesport-Verband
  - Heike Schmidt
  - Gerald Asamoah

- 2012[6][7][8]
  - Kategorie Nichtbehindertensport: Charlotte Arand und Barbara Karches
  - Kategorie Behindertensport: Jochen Wollmert
  - Kategorie Sonderpreis: fairplayer

- 2013[9]
  - Kategorie Sport: Andrej Schukow, Kai Pfaffenbach
  - Kategorie Sonderpreis: VfB Oldisleben

- 2014[10]
  - Kategorie Sport: Türkspor Mosbach
  - Kategorie Sonderpreis: Martin Rietsch

- 2015[11]
  - Kategorie Sport: Tauziehclub Allgäu-Power Zell
  - Kategorie Sonderpreis: Leonie Remfort

- 2016[12]
  - Kategorie Sport: Niko Kovač
  - Kategorie Sonderpreis: Rio bewegt. Uns.

- 2017[13]
  - Kategorie Sport: Lisa Hauser
  - Kategorie Sonderpreis: USV Potsdam

- 2018[14]
  - Kategorie Sport: Manuel Retzbach
  - Kategorie Sonderpreis: SC Lauchringen

- 2019
  - Kategorie Sport: Bernhard Seifert

- 2020
  - Kategorie Sport: Fans von Preußen Münster
  - Kategorie Sonderpreis: Leon Goretzka und Joshua Kimmich

- 2021
  - Kategorie Sport: Peter Fischer
  - Kategorie Sonderpreis: Sarah Voss

- 2022
  - Kategorie Sport: Niklas Kaul und Simon Ehammer
  - Kategorie Sonderpreis: Rosi Mittermaier-Neureuther

- 2023
  - Kategorie Sport: Andreas Wolff
  - Kategorie Sonderpreis: Johannes Floors

- 2024
  - Kategorie Sport: Noah Steinert
  - Kategorie Sonderpreis: Jürgen Klopp
  - Kategorie Sonderpreis: Initiative „Bleibt’s entspannt am Spielfeldrand!“ von Antenne Bayern und dem Bayerischen Fußball-Verband